# FlexPro
FlexPro est un logiciel d'analyse et de présentation de données scientifiques et techniques, développé par la société Weisang GmbH. Il fonctionne sous Microsoft Windows et est disponible en français, allemand, anglais, japonais et chinois. FlexPro a ses racines dans les domaines des tests et de la mesure et prend en charge différents formats de fichiers binaires d'instruments et de logiciels d'acquisition de données. FlexPro peut notamment analyser de grandes quantités de données avec des taux d'échantillonnage élevés.

## Fonctionnalités
FlexPro est un logiciel d'analyse et de présentation de données. Toutes les données, analyses et présentations sont enregistrées dans une base de données d'objets,,,. La structure de la base de données est similaire à celle d'un système de fichiers sur disque dur. Il est possible de construire une hiérarchie de dossiers dans FlexPro pour organiser l'analyse. Une base de données FlexPro complète peut être stockée dans un seul fichier dont la taille est uniquement limitée par l'espace disque disponible et non par la mémoire vive de l'ordinateur. L'interface utilisateur FlexPro est basée sur la technologie Ribbon de Microsoft Office.
FlexPro fournit des assistants pour créer différents graphiques 2D et 3D ainsi que des tableaux pour la présentation des données. Les graphiques typiques sont les tracés linéaires, symboliques, de dispersion, de barres, de courbes de niveau, de surface et polaires. FlexPro prend également en charge des objets médias (format vidéo). FlexPro permet de créer des rapports multi-pages directement dans la base de données projet.
FlexPro dispose d'un langage de programmation intégré, FPScript, qui est optimisé pour l'analyse de données et prend en charge les opérations directes sur des objets non scalaires tels que les vecteurs et les matrices ainsi que les structures de données composées comme les signaux, les séries de signaux ou les surfaces. Toutes les opérations peuvent être exécutées graphiquement (par menus ou boîtes de dialogue) ou par programmation. La programmation est assurée par un modèle d'objet d'automatisation et le logiciel intégré Microsoft Visual Basic for Applications Development Environment (VBA).
Les données peuvent être analysées graphiquement à l'aide de curseurs dans des graphiques 2D ou 3D ou mathématiquement à l'aide d'objets d'analyse ou de formules FPScript. L'algorithme sous-jacent d'un objet d'analyse peut être paramétré via une feuille de propriétés. Les données brutes, les objets d'analyse et les objets de présentation tels que les graphiques, les tableaux et les documents forment un réseau dynamique qui peut être actualisé après l'importation de nouvelles données. FlexPro prend en charge l'analyse des signaux du domaine temporel et fréquentiel, l'analyse spectrale, le suivi d’ordres, l'ajustement de courbes linéaires et non linéaires, les statistiques descriptives et inductives, l'isolation d’événements, l'acoustique, le filtrage FIR et IIR ainsi que les procédures de comptage (par ex. comptage Rainflow).
FlexPro effectue non seulement les calculs avec des nombres, mais aussi avec des grandeurs physiques composées d'une valeur et d'une unité. En plus des unités SI, FlexPro gère également les unités populaires non SI telles que les unités gaussiennes et les unités US.
FlexPro peut exporter des graphiques et des rapports de qualité de publication vers un certain nombre de formats de fichiers, y compris HTML, JPEG, PNG et WMF.
L’explorateur de données de FlexPro indexe les archives de données sur un disque dur ou un serveur. Des requêtes configurables peuvent être utilisées pour rechercher des valeurs caractéristiques ou d'autres attributs de données et pour trouver les enregistrements de données à analyser. Il est également possible de configurer des calculs personnalisés pendant le processus d'indexation, qui peuvent être utilisés pour une analyse ultérieure des données.
FlexPro prend en charge différents fichiers de données pour l'importation (formats de fichiers standard et formats de fichiers binaires des instruments et logiciels d'acquisition de données) comme données texte et ASCII (.csv et .txt), classeurs Excel, fichiers multimédia, fichiers wave, source de données ODBC, Matlab (.mat), National Instruments (.tdm, .tdms), ASAM ODS et ASAM COMMON MDF4, IMC Famos, NASA-CDF, Dewetron, DEWESoft, Graphtec, Hioki, IMC, Nicolet/Gould, OROS, SEFRAM, Viper, TEAC, Sony, Tektronik, Powermeter, Catman, Caesar, Imtec, Stemmer, Yokogawa, SPSS, LabView, Diadem, TurboLab, Systat, TableCurve.